# サンタ・クルス・デ・テネリフェ県
サンタ・クルス・デ・テネリフェ県（サンタ・クルス・デ・テネリフェけん、スペイン語: Provincia de Santa Cruz de Tenerife）は、スペイン・カナリア諸島州に属する県。
ラス・パルマス県とサンタ・クルス・デ・テネリフェ県からなるカナリア諸島州のうち、テネリフェ島、ラ・ゴメラ島、エル・イエロ島、ラ・パルマ島など西側半分の島々で構成される。53のムニシピオ（基礎自治体）からなる。県都はサンタ・クルス・デ・テネリフェ。

## 歴史
カナリア諸島には先住民のグアンチェ族が住んでいたが、15世紀にスペイン人によって征服された。1833年スペイン地方行政区分再編によって、カナリア諸島全体を範囲としてカナリア諸島県が設置され、サンタ・クルス・デ・テネリフェが県都となった。ミゲル・プリモ・デ・リベラ独裁体制下の1927年には、カナリア諸島県が東西に分割されてサンタ・クルス・デ・テネリフェ県が成立した。これによってスペインは現行の50県体制が確立した。

## 地理
県都はサンタ・クルス・デ・テネリフェであり、単にサンタ・クルスと表記されることもある。サンタ・クルス・デ・テネリフェはグラン・カナリア島のラス・パルマス・デ・グラン・カナリアとともにカナリア諸島州の共同州都であり、人口の24%は県都に住んでいる。2008年の人口は1,005,936人であり、人口密度はスペインの50県中6位の313.57km/人だった。テネリフェ島はカナリア諸島のみならずスペインでもっとも人口の多い島である。面積は3,381km2であり、カナリア諸島州の45%を占めている。
ラ・パルマ島のカルデラ・デ・タブリエンテ国立公園、ラ・ゴメラ島のガラホナイ国立公園、テネリフェ島のテイデ国立公園という3つの国立公園がある。テイデ国立公園内には、スペインの最高峰である標高3718mのテイデ山がそびえている。

## 自治体
| #   | 人口 (2002年) | 自治体                               | 島嶼         |
| --- | ------------- | ------------------------------------ | ------------ |
| 1.  | 217,415       | サンタ・クルス・デ・テネリフェ       | テネリフェ島 |
| 2.  | 135,004       | サン・クリストバル・デ・ラ・ラグーナ | テネリフェ島 |
| 3.  | 52,572        | アローナ                             | テネリフェ島 |
| 4.  | 39,095        | ラ・オロタバ                         | テネリフェ島 |
| 5.  | 35,299        | ロス・レアレホス                     | テネリフェ島 |
| 6.  | 30,466        | プエルト・デ・ラ・クルス             | テネリフェ島 |
| 7.  | 27,244        | グラナディーリャ・デ・アボーナ       | テネリフェ島 |
| 8.  | 25,341        | アデヘ                               | テネリフェ島 |
| 9.  | 21,803        | イコド・デ・ロス・ビノス             | テネリフェ島 |
| 10. | 21,442        | タコロンテ                           | テネリフェ島 |
| 11. | 20,238        | ロス・リャノス・デ・アリダネ         | ラ・パルマ島 |
| 12. | 18,228        | サンタ・クルス・デ・ラ・パルマ       | ラ・パルマ島 |
| 13. | 16,320        | グイア・デ・イソーラ                 | テネリフェ島 |
| 14. | 15,980        | カンデラリア                         | テネリフェ島 |
| 15. | 15,920        | グイマル                             | テネリフェ島 |

その他の自治体には、ラ・ゴメラ島の主都であるサン・セバスティアン・デ・ラ・ゴメラ、エル・イエロ島の主都であるバルベルデなどがある。